# World Professional Darts Championship 1995
De Embassy World Professional Darts Championship 1995 was de 18e editie van het internationale dartstoernooi World Professional Darts Championship en werd gehouden van 1 januari 1995 tot en met 8 januari 1995 in het Engelse Frimley Green. De World Professional Darts Championship kan worden gezien als het wereldkampioenschap voor de British Darts Organisation, BDO, een van de twee toonaangevende dartsbonden in de wereld. Hierdoor is dit toernooi het belangrijkste toernooi dat onderdeel uitmaakt van diezelfde BDO.

## Prijzengeld
Het totale prijzengeld bedroeg £143.000,- (plus £52.000 voor een 9-darter (niet gewonnen)) en was als volgt verdeeld:
| Plaats                | Prijzengeld |
| --------------------- | ----------- |
| Winnaar               | £34.000     |
| Runner-up             | £17.000     |
| Halvefinalist         | £8.000      |
| Kwartfinalist         | £4.000      |
| 2e ronde              | £3.000      |
| 1e ronde              | £1.950      |
| Niet-gekwalificeerden | £400        |

Degene met de hoogste check-out (uitgooi) kreeg £1.600:
- onbekend

## Alle wedstrijden

### Eerste ronde (best of 5 sets)
| Raymond van Barneveld | Nederland     | - | Les Wallace       | Schotland  | 3 - 2 |
| Dave Askew            | Engeland      | - | Steve Beaton      | Engeland   | 3 - 2 |
| Peter Hunt            | Nieuw-Zeeland | - | Stefan Eeckelaert | België     | 3 - 0 |
| Colin Monk            | Engeland      | - | Roland Scholten   | Nederland  | 3 - 1 |
| Ian Brand             | Engeland      | - | Wayne Atkins      | Australië  | 3 - 0 |
| Mike Gregory          | Engeland      | - | Yves Chamberland  | Canada     | 3 - 2 |
| Kevin Painter         | Engeland      | - | Magnus Caris      | Zweden     | 3 - 2 |
| Martin Adams          | Engeland      | - | Bruno Raes        | België     | 3 - 1 |
| Russell Stewart       | Australië     | - | Alan Brown        | Schotland  | 3 - 2 |
| Richie Burnett        | Wales         | - | Peter Wright      | Schotland  | 3 - 1 |
| Paul Hogan            | Engeland      | - | Per Skau          | Denemarken | 3 - 1 |
| Sean Palfrey          | Wales         | - | Andy Jenkins      | Engeland   | 3 - 1 |
| Ronnie Sharp          | Schotland     | - | Bobby George      | Engeland   | 3 - 0 |
| Andy Fordham          | Engeland      | - | Nicky Turner      | Engeland   | 3 - 2 |
| Paul Williams         | Engeland      | - | Bob Taylor        | Schotland  | 3 - 0 |
| John Part             | Canada        | - | Paul Knighton     | Engeland   | 3 - 2 |

### Tweede ronde (best of 5 sets)
| Raymond van Barneveld | Nederland     | - | Dave Askew     | Engeland | 3 - 0 |
| Peter Hunt            | Nieuw-Zeeland | - | Colin Monk     | Engeland | 2 - 3 |
| Ian Brand             | Engeland      | - | Mike Gregory   | Engeland | 2 - 3 |
| Kevin Painter         | Engeland      | - | Martin Adams   | Engeland | 0 - 3 |
| Russell Stewart       | Australië     | - | Richie Burnett | Wales    | 2 - 3 |
| Paul Hogan            | Engeland      | - | Sean Palfrey   | Wales    | 3 - 0 |
| Ronnie Sharp          | Schotland     | - | Andy Fordham   | Engeland | 2 - 3 |
| Paul Williams         | Engeland      | - | John Part      | Canada   | 3 - 2 |

### Kwartfinale (best of 7 sets)
| Raymond van Barneveld | Nederland | - | Colin Monk    | Engeland | 4 - 2 |
| Mike Gregory          | Engeland  | - | Martin Adams  | Engeland | 3 - 4 |
| Richie Burnett        | Wales     | - | Paul Hogan    | Engeland | 4 - 2 |
| Andy Fordham          | Engeland  | - | Paul Williams | Engeland | 4 - 2 |

### Halve finale (best of 9 sets)
| Raymond van Barneveld | Nederland | - | Martin Adams | Engeland | 5 - 4 |
| Richie Burnett        | Wales     | - | Andy Fordham | Engeland | 5 - 2 |

### Finale (best of 11 sets)
| Raymond van Barneveld | Nederland | - | Richie Burnett | Wales | 3 - 6 |

World Cup Darts (WDF)

1977 · 1979 · 1981 · 1983 · 1985 · 1987 · 1989 · 1991 · 1993 · 1995 · 1997 · 1999 · 2001 · 2003 · 2005 · 2007 · 2009 · 2011 · 2013 · 2015 · 2017 · 2019 · 2021 · 2023
World Darts Championship (BDO)

1978 · 1979 · 1980 · 1981 · 1982 · 1983 · 1984 · 1985 · 1986 · 1987 · 1988 · 1989 · 1990 · 1991 · 1992 · 1993 · 1994 · 1995 · 1996 · 1997 · 1998 · 1999 · 2000 · 2001 · 2002 · 2003 · 2004 · 2005 · 2006 · 2007 · 2008 · 2009 · 2010 · 2011 · 2012 · 2013 · 2014 · 2015 · 2016 · 2017 · 2018 · 2019 · 2020
World Darts Championship (PDC)

1994 · 1995 · 1996 · 1997 · 1998 · 1999 · 2000 · 2001 · 2002 · 2003 · 2004 · 2005 · 2006 · 2007 · 2008 · 2009 · 2010 · 2011 · 2012 · 2013 · 2014 · 2015 · 2016 · 2017 · 2018 · 2019 · 2020 · 2021 · 2022 · 2023 · 2024 · 2025
World Darts Championship (WDF)

2022 · 2023 · 2024
World Seniors Darts Championship (WSDT)

2022 · 2023 · 2024 · 2025